# Château de Dracula
Le château de Dracula, ou château Dracula, est un château fictif des Carpates orientales, résidence principale du comte Dracula dans le roman Dracula écrit par Bram Stoker  et publié en 1897.

## Description

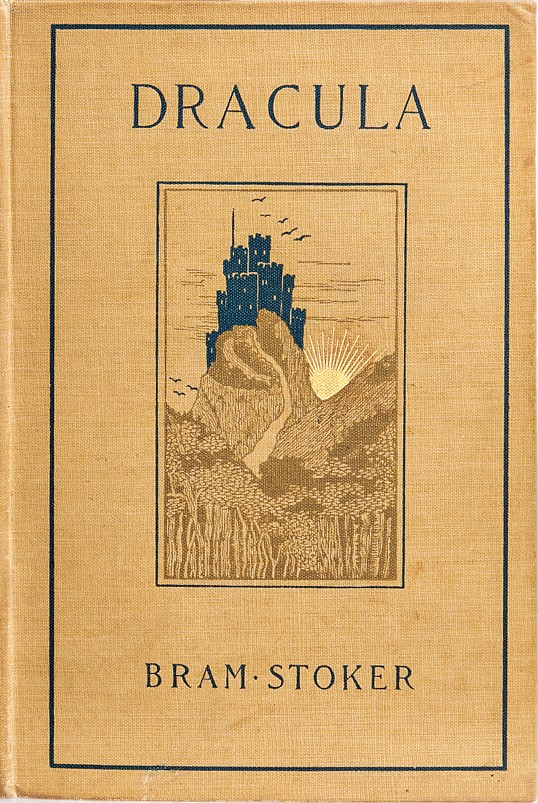
Illustration en couverture de la première édition américaine (Doubleday and McClure, 1899).

Situé en haut d'une côte, le château est bâti au bord d'un précipice, sur le coin d’un immense rocher, ce qui le rend inexpugnable de trois côtés. Son aspect extérieur est celui d'un château fort en ruines, doté d'une haute tour et de murailles crénelées. Son entrée, consistant en une grande porte cloutée de caboches en fer et s'inscrivant dans une embrasure de pierre sculptée, est précédée d'une grande cour bordée de passages obscurs, dont l'un mène aux écuries.
Contrastant avec la décrépitude visible à l'extérieur, les pièces où le comte « accueille » Jonathan Harker (une bibliothèque, une salle à manger et une chambre séparée de la pièce précédente par une pièce aveugle octogonale) semblent assez confortables. Les nombreuses autres pièces du château, réparties sur plusieurs étages, sont en revanche peu meublées et recouvertes de poussière.
Depuis la chambre du comte, un couloir donne accès à un escalier à vis, au bas duquel un autre couloir mène à une vieille chapelle en ruines. Des deux côtés de celle-ci, des marches descendent vers les caveaux où Dracula et trois vampiresses gisent pendant la journée.
La note de Jonathan Harker concluant le roman précise que « le château était toujours debout, dominant une étendue de désolation », sept ans après la destruction de ses quatre occupants. Cependant, Stoker avait initialement envisagé une fin différente, dans laquelle la vaste bâtisse était anéantie par une sorte d'explosion volcanique immédiatement après le coup fatal porté à Dracula.

## Emplacement du château

### D'après le roman
Dans le premier chapitre, Harker précise qu'il doit se rendre dans les Carpates, aux confins orientaux de la Transylvanie, près de la frontière de cette région hongroise avec la Bucovine (l'un des « pays » de Cisleithanie) et la Moldavie roumaine (partie de la Moldavie appartenant au jeune Royaume de Roumanie). Ce secteur, correspondant à l'actuel județ roumain de Bistrița-Năsăud, a perdu son caractère frontalier en 1918, après le rattachement de la Transylvanie et de la Bucovine à la Roumanie.

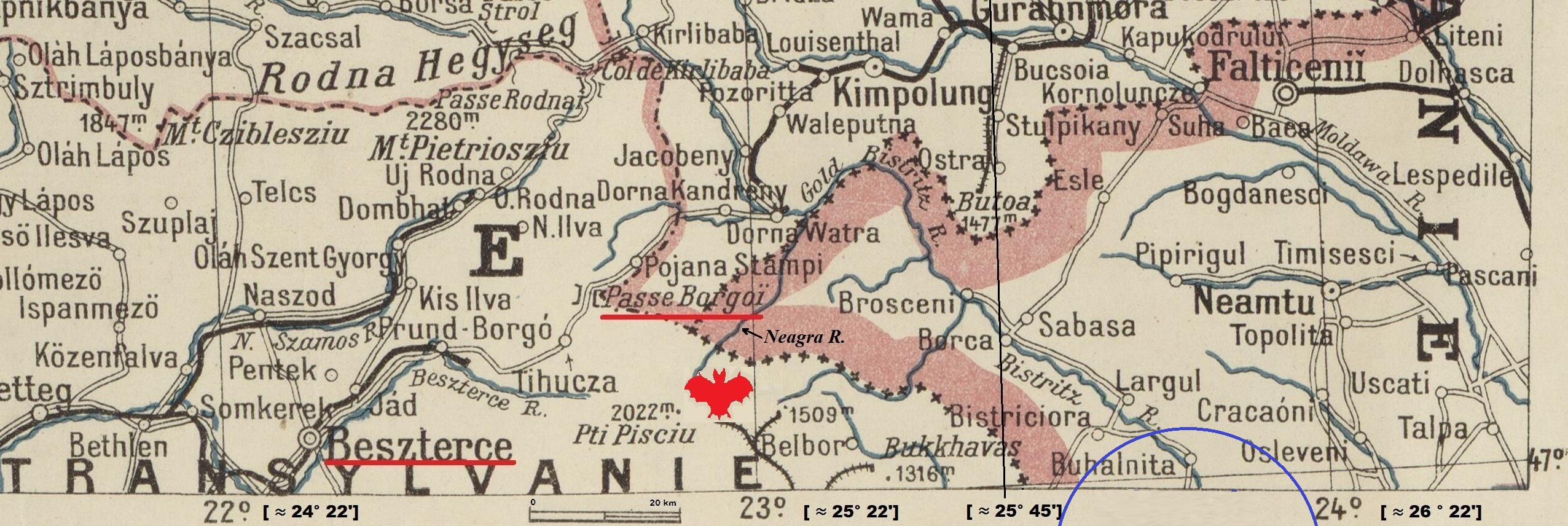
Extrait modifié d'une carte française de 1915. Les longitudes utilisant le méridien de Paris ont été converties entre crochets. La ville de Bistritz (Beszterce) et le col de Borgo (Passe Borgoï) sont soulignés en rouge. La zone où la caisse contenant Dracula a été débarquée est entourée en bleu. Une chauve-souris rouge marque l'emplacement du château tel qu'il a été proposé par Hans de Roos.

Suivant les instructions de Dracula, Harker prend une diligence reliant Bistritz à la Bucovine puis en descend une quarantaine de kilomètres plus loin, près de la frontière, au col de Borgo, où l'attend la calèche du comte qui doit l'amener au château. Le trajet mouvementé effectué à bord de ce second véhicule est délibérément impossible à suivre (« Il me semblait que nous passions et repassions toujours au même endroit »).
L'avant-dernier chapitre apporte des indices supplémentaires sur la localisation de la demeure du vampire, en indiquant l'itinéraire emprunté par le comte depuis le port fluvial de Galatz. Convoyé dans une caisse de terre, Dracula remonte le Siret puis la Bistritza jusqu'aux environs du 47e parallèle Nord, où la caisse est débarquée et hissée sur un chariot que des Tsiganes doivent escorter jusqu'au château.

### D'après Hans Corneel de Roos
Selon Hans Corneel de Roos, une note de travail de Stoker indiquerait l'emplacement exact choisi par le romancier.
On peut y lire :

R. Bistritza runs into Sereth

- at Fundu

between Strasba [or Strasha] & Isvorol

- is 47 E Long

& 25 3/4 N. Lat
Soit, en français :

« [la] r[ivière] Bistrița se jette dans le Siret

- à Fundu

entre Strasba [ou Strasha] et Isvorol

- est 47[°] E[st] [de] long[itude]

et 25[°] 45' N[ord] [de] lat[itude] ».
Après avoir noté que Stoker a évidemment inversé par mégarde la latitude et la longitude (Dracula n'ayant pas fait de détour par l'Arabie), De Roos propose de couper cette note en deux informations distinctes : 
- « la rivière Bistrița se jette dans le Siret à Fundu » (Fundu lui Bogdan, aujourd'hui Siretu (ro), lieu-dit de la commune de Letea Veche), ce qui a été retranscrit presque tel quel dans le chapitre 26 (« le Seret, à Fundu, reçoit la Bistritza »)[6] ;
- « entre Strasha et Isvorol : 47° N, 25° 45' E »[8].

Ainsi corrigée, cette seconde partie de la note indique les coordonnées d'un point situé à quelques kilomètres au nord-est de Tulgheș, près de la limite entre les actuels județs de Neamț et de Harghita, qui correspond à l'ancienne frontière roumano-hongroise. Selon Hans de Roos, il s'agirait donc du point où le convoi aurait traversé la frontière après avoir récupéré la caisse.
La mention « entre Strasba [ou Strasha] et Isvorol » nous donnerait par conséquent les points de départ et d'arrivée de ce convoi. Le premier point correspond manifestement à Straja (ro), une localité traversée par la Bistritza et mentionnée dans le roman, tandis que le second serait identifiable à un lieu nommé Izvorul (« source » en roumain).
Selon Hans Corneel de Roos, il ne s'agit pas du village d'Izvoru Montelui (ro) (aujourd'hui lieu-dit de la commune de Bicaz), qui se trouve à une quinzaine de kilomètres au nord-ouest de Straja, mais plutôt de l'Izvorul Călimanului (Kelemen Izvor), l'un des monts Călimani (en). Situé à une trentaine de kilomètres du col de Borgo, il domine la vallée de la Neagra (en), un affluent de la Bistritza, à 2031 mètres d'altitude, entre le village de Gura Haitii (ro) (județ de Suceava) et celui de Bilbor (județ de Harghita).
Sur une carte, les trois points correspondant à Straja, aux coordonnées notées par Stoker et à l'Izvorul Călimanului sont effectivement alignés.

## Modèles réels ou supposés et autres lieux associés
Ni l'Izvorul Călimanului ni aucun autre sommet des environs n'est occupé par un château médiéval. Pour décrire le château de Dracula, Stoker a donc dû faire appel à son imagination. Afin d'enrichir cette dernière, il a consulté plusieurs ouvrages sur la Transylvanie dont les descriptions ont pu lui inspirer certaines caractéristiques de la demeure du vampire.

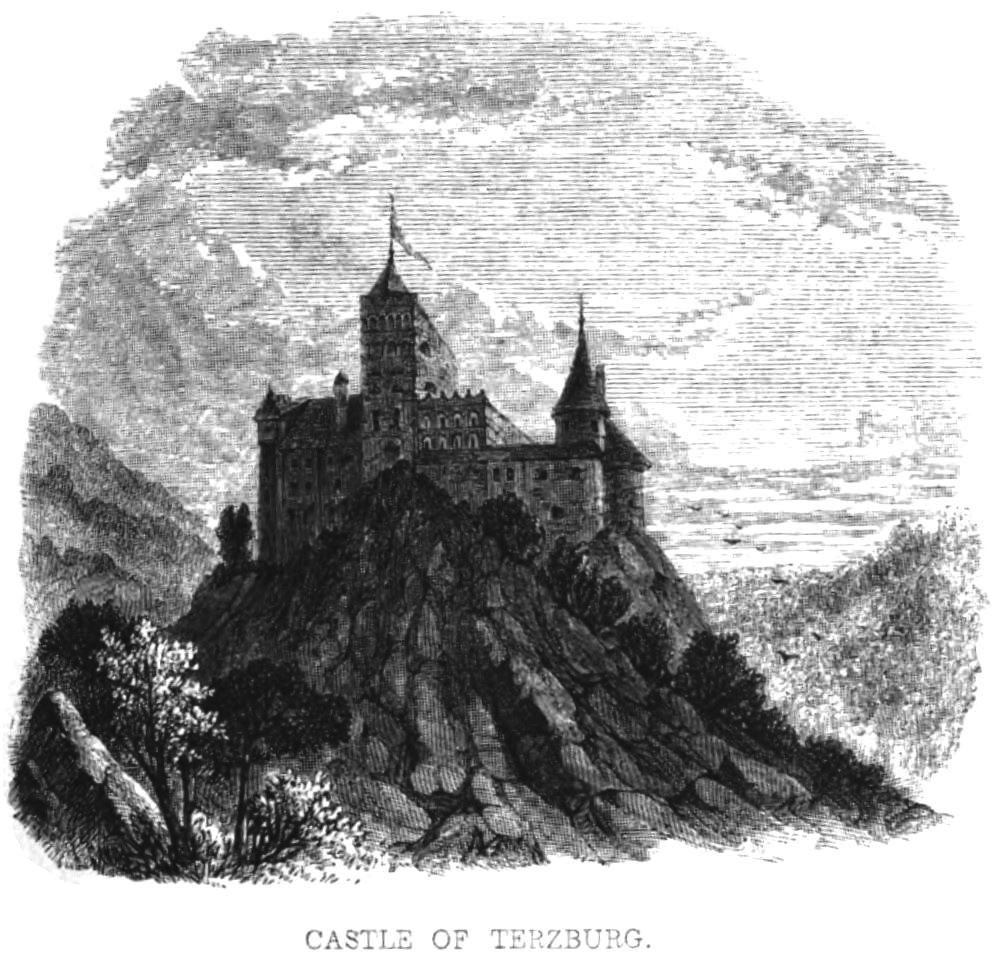
Château de Bran. Illustration de l'ouvrage de Charles Boner sur la Transylvanie (1865).

Le château de Bran est situé à plus de 300 km au sud du col de Borgo. Son enceinte médiévale préservée et son accès facile depuis l'autoroute en ont fait une attraction majeure, que les brochures touristiques présentent comme le château de Dracula. Pourtant, ni le vampire du roman ni le prince valaque Vlad Țepeș, personnage historique ayant très partiellement inspiré Stoker, n'ont de lien avec ce château du sud de la Transylvanie.
Il se pourrait toutefois que Stoker se soit en partie inspiré des descriptions et illustrations du château de « Terzburg » (nom allemand de Bran) publiées par Charles Boner (Transylvania, 1865) et Nina Elizabeth Mazuchelli (Magyarland, 1881), qui insistent sur l'aspect inexpugnable et pittoresque de ce lieu « gothique ».
Un autre château présenté par le texte et l'image dans l'ouvrage de Boner est celui de Criș (ro). Le voyageur britannique a notamment insisté sur la décrépitude de ce monument, caractéristique que l'on retrouve dans la description du château de Dracula. Boner décrit également le spectacle de « désolation » offert par la vue du château des Corvin à Hunedoara, endommagé par un incendie en 1854, et donne une description semblable de la citadelle de Deva.
Le château de Gornești (Gernyeszeg) ne date que de la fin du XVIIIe siècle, mais Stoker a pris des notes à son sujet en lisant un ouvrage du major Johnson (On the Track of the Crescent, 1885). Celles-ci ont pu lui inspirer la distribution des pièces du château de Dracula ainsi que l'ameublement luxueux de certaines d'entre elles. Johnson décrit aussi le château de Brâncovenești (ou Vécs) et ceux de Beclean, dont Stoker semble également avoir repris plusieurs caractéristiques.
La citadelle de Poenari, reconstruite par Vlad Țepeș entre 1456 et 1462, est pour cette raison souvent associée  à Dracula depuis les années 1970, mais rien n'indique que Stoker ait pu avoir connaissance de cette forteresse valaque (et non transylvaine).
Hors de l'actuelle Roumanie, le nouveau château de Slains, en Écosse, est considéré comme une possible source visuelle de Stoker, qui passait ses vacances non loin de là, à Cruden Bay, dès 1893. Ce château de la fin du XVIe siècle, aujourd'hui en ruines mais encore bien préservé à l'époque victorienne, possède notamment en son centre une salle octogonale qui aurait éventuellement pu inspirer au romancier celle de la demeure du vampire.

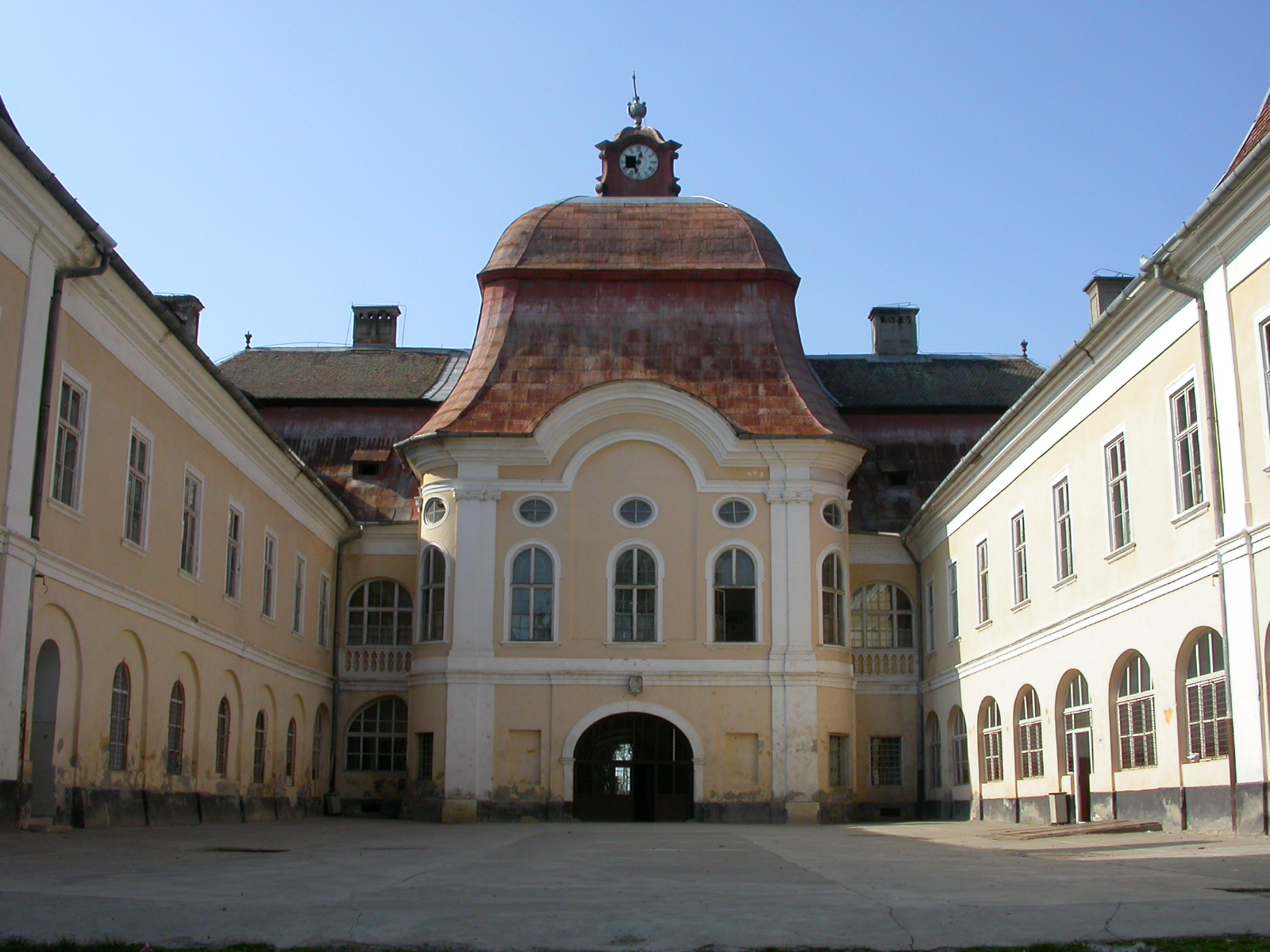
Château Teleki à Gornești
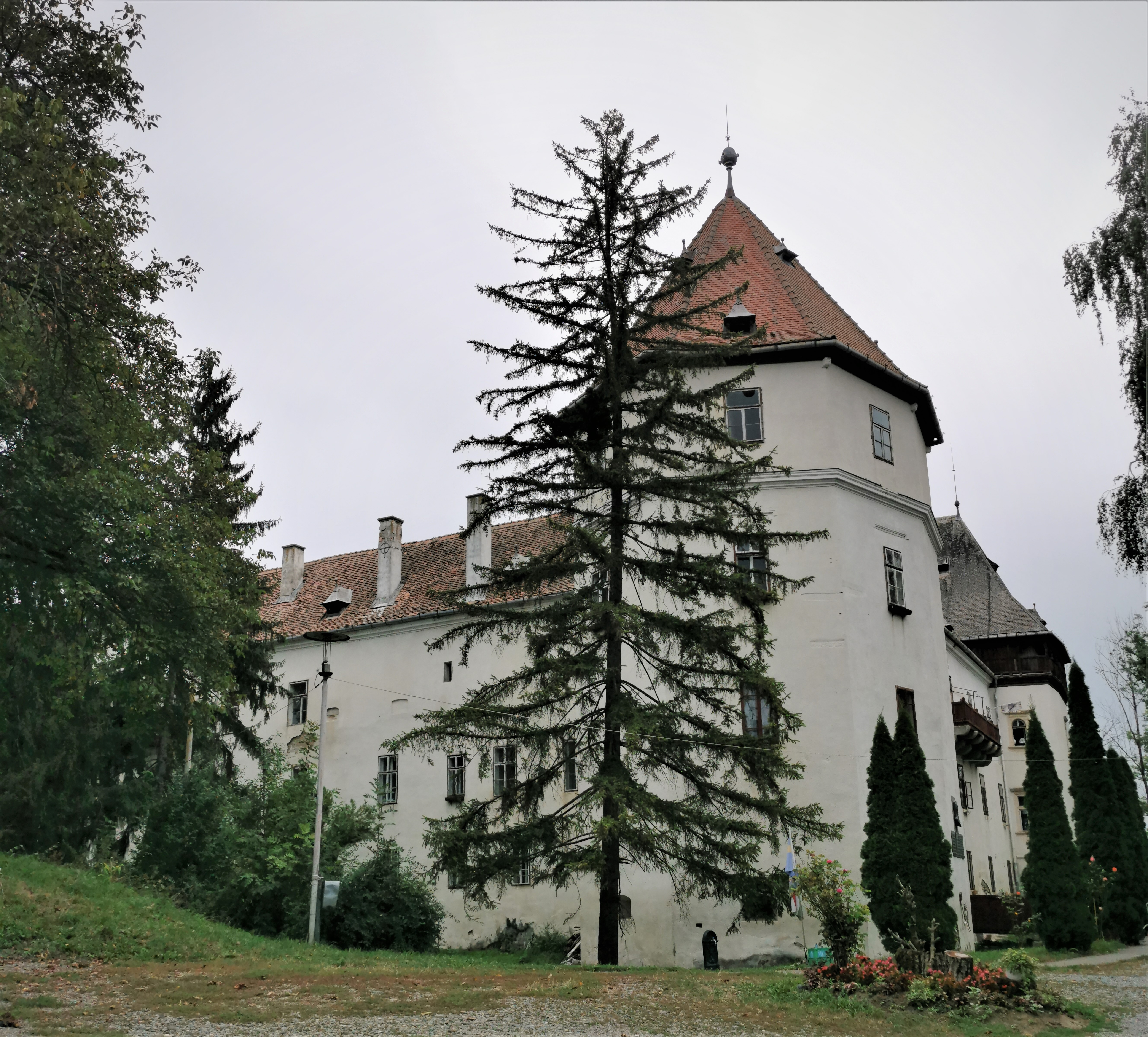
Château Kemény à Brâncovenești
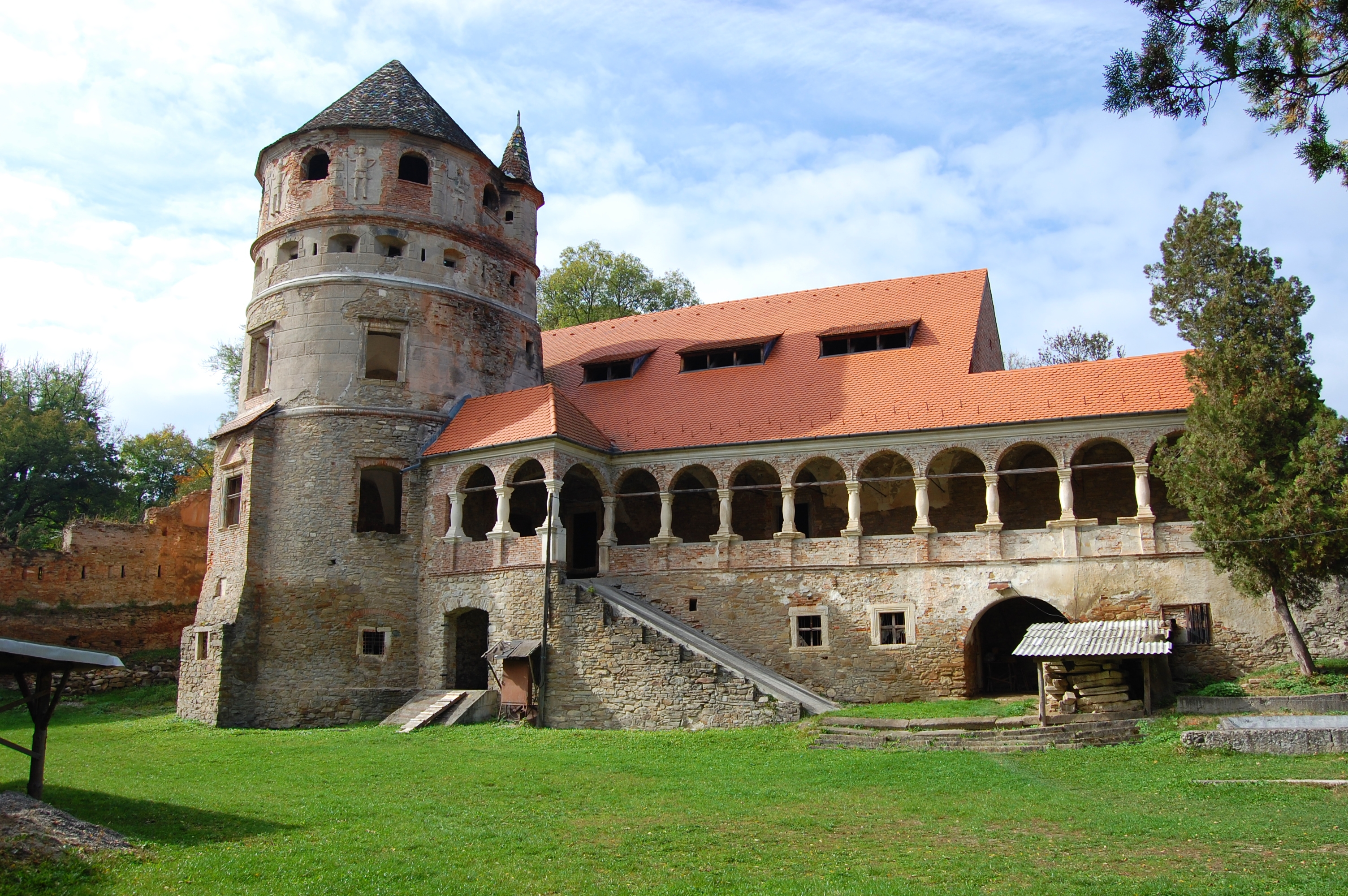
Château Bethlen à Criș (ro)
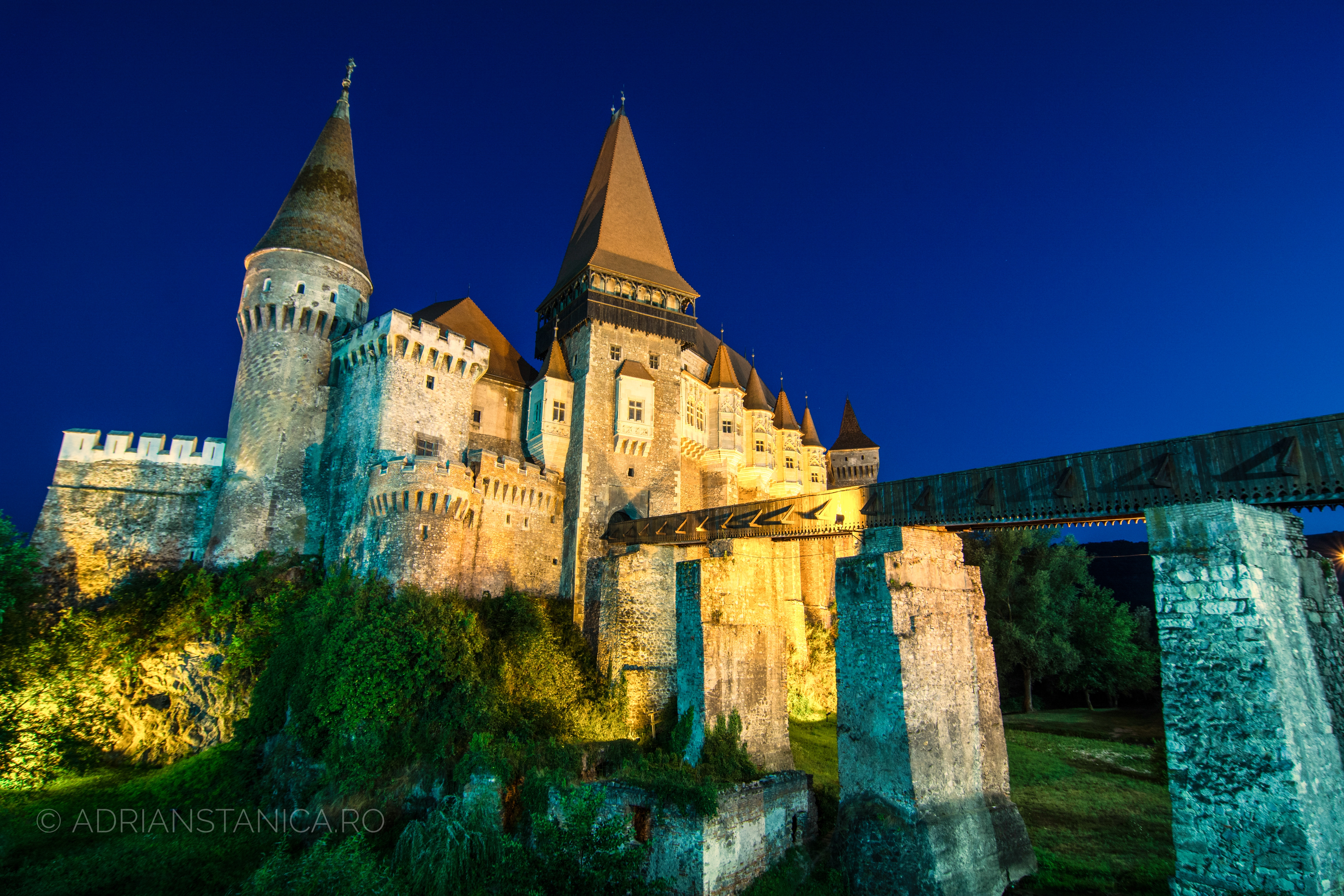
Château des Corvin à Hunedoara
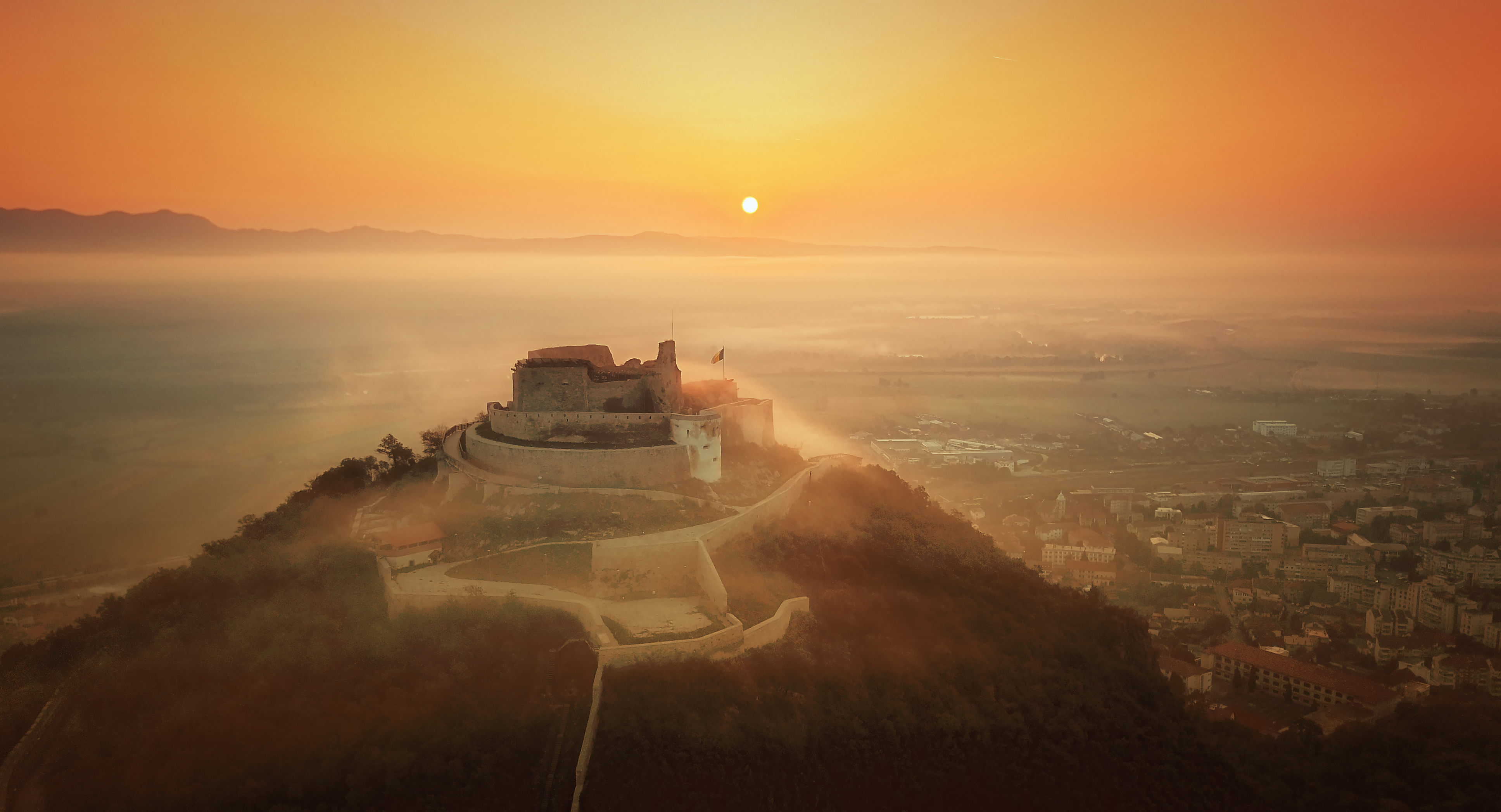
Citadelle de Deva
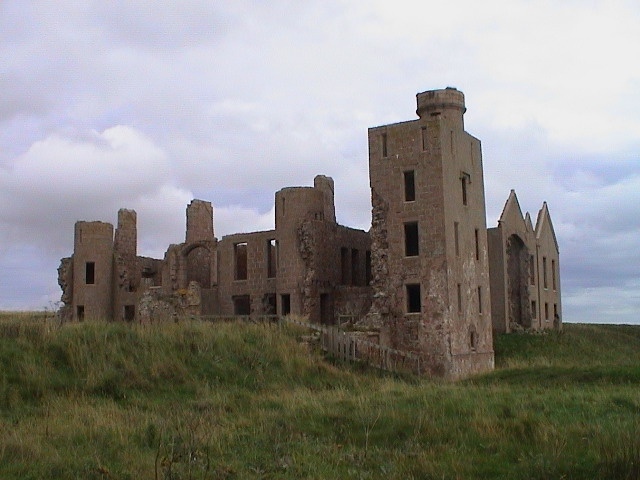
Nouveau château de Slains

## Adaptations et dérivations
Le château de Dracula a pris de nombreuses formes au gré des adaptations cinématographiques du roman. L'une des plus originales est due à Francis Ford Coppola et son équipe qui, dans Bram Stoker's Dracula (1992), ont donné au château la silhouette anthropomorphe et colossale de L'Idole noire dessinée entre 1900 et 1903 par l'artiste symboliste František Kupka.
Très présent dans la culture populaire en raison des nombreuses réutilisations du comte Dracula, le château de ce dernier occupe notamment une place importante dans la plupart des jeux vidéo de la série japonaise Akumajō Dracula (« le château démoniaque de Dracula »), dont le titre occidental, Castlevania, combine les mots Castle (« château ») et Transylvania. Dès son premier opus éponyme (1986), la victoire du héros contre le boss final, Dracula, est suivie par une animation montrant l'effondrement du château, en écho à l'un des manuscrits de Stoker.